# Beroepsonderwijs
Beroepsonderwijs is onderwijs in Nederland gericht op de theoretische en praktische voorbereiding voor de uitoefening van beroepen, waarvoor een beroepskwalificerende opleiding is vereist of dienstig kan zijn. Het beroepsonderwijs bevordert tevens de algemene vorming. 
Beroepsonderwijs sluit aan op het voorbereidend beroepsonderwijs en het algemeen voortgezet onderwijs. Het beroepsonderwijs kent verschillende vormen. Er is het voorbereidend middelbaar beroepsonderwijs (vmbo), het middelbaar beroepsonderwijs (mbo), voorheen beroepsonderwijs en volwasseneneducatie (bve). In Nederland kent men ook het hoger beroepsonderwijs (hbo). Het hbo behoort samen met het wetenschappelijk onderwijs (wo) en de Open Universiteit tot het hoger onderwijs.
In Nederland is het beroepsonderwijs geregeld in de Wet educatie en beroepsonderwijs, de Wet educatie en beroepsonderwijs BES en de Wet op het hoger onderwijs en wetenschappelijk onderzoek (WHW).